# Дом Шалон
Дом Шалон (на немски: Haus Chalon) е династия, линия на Дом Бургундия-Ивреа.
Династията се създава чрез смяната на графствата Шалон и Оксер с господство Сален, която граф Жан I Мъдри прави на 15 юни 1237 г. с Хуго IV, херцог на Бургундия. Децата на Жан I (Йохан) вземат фамилното име de Chalon.
Фамилията се разделя тогава на три линии, зависимо от трите брака на Жан (Йохан):
1. Най-старата линия получава владетелството на Салан и чрез женитба графство Бургундия и графство Монбеляр; тя измира през 1367 г.
2. Вторта линия получава господствата Рошфор и Шатлайон и чрез женитба графствата Оксер и Тонер; тя измира през средата на 15 век.
3. Третата линия получава господството Арле и чрез женитба Княжество Оранж; тя измира през 1530 г.